# Пуент-Нуар
Пуе́нт-Нуа́р (фр. Pointe-Noire) — місто в Республіці Конго, друге за величиною після Браззавіля. Порт на Атлантичному океані, через який проходить майже весь зовнішньоторговельний обіг країни. До 2004 року був центром департаменту Куїлу, наразі виділений в окремий департамент.
Населення міста становить 663 400 осіб (2005; 195 тис. в 1980, 294 тис.в 1984, 455 тис. в 1996).

## Природа
Місто розташоване на мисі між бухтою Пуент-Нуар та Атлантичним океаном.
Клімат спекотний та вологий. Опадів багато, найменша їх кількість спостерігається у вересні-жовтні.
Місто відоме своїми пляжами та місцем для серфінгу.

### Клімат
| Клімат 1982-2012                                                        | Клімат 1982-2012 | Клімат 1982-2012 | Клімат 1982-2012 | Клімат 1982-2012 | Клімат 1982-2012 | Клімат 1982-2012 | Клімат 1982-2012 | Клімат 1982-2012 | Клімат 1982-2012 | Клімат 1982-2012 | Клімат 1982-2012 | Клімат 1982-2012 | Клімат 1982-2012 |
| Показник                                                                | Січ.             | Лют.             | Бер.             | Квіт.            | Трав.            | Черв.            | Лип.             | Серп.            | Вер.             | Жовт.            | Лист.            | Груд.            | Рік              |
| Середній максимум, °C                                                   | 30,6             | 30,9             | 31,5             | 31,3             | 29,7             | 27,5             | 25,8             | 25,7             | 26,8             | 28,6             | 29,3             | 29,7             |                  |
| Середня температура, °C                                                 | 27,5             | 27,6             | 27,9             | 27,7             | 26,8             | 24,4             | 22,9             | 23,1             | 24,3             | 26,2             | 26,8             | 26,9             | 26,0             |
| Середній мінімум, °C                                                    | 24,3             | 24,3             | 24,4             | 24,2             | 23,8             | 21,4             | 20,0             | 20,4             | 21,8             | 23,8             | 24,1             | 24,0             |                  |
| Норма опадів, мм                                                        | 151.8            | 183.6            | 154.0            | 92.7             | 45.7             | 2.2              | 1.7              | 5.7              | 17.1             | 96.6             | 126.1            | 153.9            |                  |
| ----------------------------------------------------------------------- | ---------------- | ---------------- | ---------------- | ---------------- | ---------------- | ---------------- | ---------------- | ---------------- | ---------------- | ---------------- | ---------------- | ---------------- | ---------------- |
| Джерело: Normales et records pour la période 2000-2016 à Pointe-Noire , |                  |                  |                  |                  |                  |                  |                  |                  |                  |                  |                  |                  |                  |

## Економіка
Місто є морськими ворітьми Республіки Конго. Вантажообіг порту становить 8,1 млн т (1983). Порт використовують також Габон (вивіз марганцевої руди), Центральна Африка та Чад. Він має великий нафтовий термінал «Джено».
Місто зв'язане із Браззавілем залізницею та автомагістраллю. Міжнародний аеропорт «Агостіно-Нето».
Пуент-Нуар має один з найбільших у Африці нафтопереробних заводів, збудований в 1980 році. У міста розвинені також лісопильна, фанерна, харчосмакова (маслоробна, рибоконсервна), хімічна, взуттєва, промисловість. Суднобудування. ТЕС. Рибальство. На околиці родовища калійної солі Оль-Сен-Поль та Холле. На півдні — розробка підводних родовищ нафти.

## Історія
1484 року португальські мореплавці побачили тут чорні скелі і назвали цю місцевість Чорний Мис (по-французьки Пуент-Нуар). Саме ж місто засноване 1883 року експедицією Саворньяна де Бразза як військовий пост на місці невеликого рибацького селища. 1950-58 роках столиця французької колонії Середнє Конго. В 1924-34 роках місто з'єднане залізницею із столицею. 1927 року до міста була підведена питна вода, 1932 року збудовано аеропорт, 1936 року першу лікарню, 1942 року збудовано новий порт. Громадянька війна 1997-99 років викликала масове переселення народу до міста з внутрішніх регіонів, що збільшило населення вдвічі.

## Забудова
Регулярне планування поєднує прямокутну та радіальну системи вулиць. В центральній частині — адміністративні будівлі, шпиталь, будівлі місій, собор, океанографічний центр, школа, житлові будинки європейців з елементами португальської архітектури, обмежені садами. На північ від порту, на плато — африканські квартали, забудовані традиційними хижами.